# San Donato (Orbetello)
San Donato is een plaats (frazione) in de Italiaanse gemeente Orbetello.